# Les Misérables (1922)
Les Misérables foi um filme curta-metragem mudo lançado em 1922 pela Master Films, no Reino Unido, sob direção e produção de Henry Broughton Parkinson, e estrelado por Lyn Harding. Foi baseado no romance Les Misérables, de Victor Hugo.

## Histórico
O romance de Victor Hugo Les Misérables foi filmado diversas vezes, desde 1905, e o ator britânico Lyn Harding interpretou Jean Valjean nessa versão, em um de seus primeiros papéis no cinema.
Foi relançado em uma série de filmes denominada Tense Moments with Great Authors, em 1922, entre 12 curta-metragens filmados a partir de romances famosos.